# القشيش
القشيش إحدى قرى مركز شبين القناطر التابع لمحافظة القليوبية بجمهورية مصر العربية.

## السكان
بلغ عدد سكان القشيش 15,085 نسمة، حسب الإحصاء الرسمي لعام 2006.